# Seznam dílů seriálu Hung – Na velikosti záleží
Toto je seznam dílů seriálu Hung – Na velikosti záleží. Americký televizní seriál Hung – Na velikosti záleží vysílala televize HBO od 28. června 2009 do 4. prosince 2011. Ve třech řadách bylo odvysíláno celkem 30 dílů.

## Přehled řad
| Řada | Díly | Premiéra v USA  | Premiéra v USA   | Premiéra v ČR | Premiéra v ČR |
| Řada | Díly | První díl       | Poslední díl     | První díl     | Poslední díl  |
| ---- | ---- | --------------- | ---------------- | ------------- | ------------- |
| 1    | 10   | 28. června 2009 | 13. září 2009    | vysíláno      | vysíláno      |
| 2    | 10   | 27. června 2010 | 12. září 2010    | vysíláno      | vysíláno      |
| 3    | 10   | 2. října 2011   | 4. prosince 2011 | vysíláno      | vysíláno      |

## Seznam dílů

### První řada (2009)
| Č. v seriálu | Č. v řadě | Původní název                                | Český název      | Režie           | Scénář                                                         | Premiéra v USA    |
| ------------ | --------- | -------------------------------------------- | ---------------- | --------------- | -------------------------------------------------------------- | ----------------- |
| 1            | 1         | Pilot                                        | Pilot            | Alexander Payne | Dmitry Lipkin a Colette Burson                                 | 28. června 2009   |
| 2            | 2         | Great Sausage or Can I Call You Dick?        | Velký párek      | Craig Zisk      | Colette Burson a Dmitry Lipkin                                 | 12. července 2009 |
| 3            | 3         | Strange Friends or the Truth Is, You're Sexy | Podivní přátelé  | Scott Ellis     | Dmitry Lipkin a Colette Burson                                 | 19. července 2009 |
| 4            | 4         | The Pickle Jar                               | Zavařovačka      | David Petrarca  | Colette Burson a Dmitry Lipkin                                 | 26. července 2009 |
| 5            | 5         | Do it, Monkey!                               | Opice z cirkusu  | Bronwen Hughes  | Dmitry Lipkin a Colette Burson                                 | 2. srpna 2009     |
| 6            | 6         | Doris Is Dead or Are We Rich or Are We Poor? | Doris je mrtvá   | Matt Shakman    | Colette Burson, Dmitry Lipkin a Ellie Herman                   | 9. srpna 2009     |
| 7            | 7         | The Rita Flower or The Indelible Stench      | Květinka Rita    | Jim McKay       | Emily Kapnek                                                   | 16. srpna 2009    |
| 8            | 8         | Thith ith a Prothetic or You Cum Just Right  | Je to protetický | Bronwen Hughes  | Brett C. Leonard                                               | 23. srpna 2009    |
| 9            | 9         | This Is America or Fifty Bucks               | To je Amerika    | Seith Mann      | Angela Robinson                                                | 30. srpna 2009    |
| 10           | 10        | A Dick and a Dream or Fight the Honey        | Péro a sen       | Dan Attias      | Dmitry Lipkin, Colette Burson, Emily Kapnek a Brett C. Leonard | 13. září 2009     |

### Druhá řada (2010)
| Č. v seriálu | Č. v řadě | Původní název                                     | Český název                    | Režie              | Scénář                                                            | Premiéra v USA    |
| ------------ | --------- | ------------------------------------------------- | ------------------------------ | ------------------ | ----------------------------------------------------------------- | ----------------- |
| 11           | 1         | Just the Tip                                      | Jen na špičku                  | Dan Attias         | Dmitry Lipkin a Colette Burson                                    | 27. června 2010   |
| 12           | 2         | Tucson Is the Gateway to Dick or This is Not Sexy | Když ptá(č)ka lapají..         | David Petrarca     | Dmitry Lipkin, Colette Burson a Julia Brownell                    | 11. července 2010 |
| 13           | 3         | Mind Bullets or Bang Bang Bang Bang Motherfucker  | Myšlenkové kulky               | Jennifer Getzinger | Colette Burson a Dmitry Lipkin                                    | 18. července 2010 |
| 14           | 4         | Sing It Again, Ray or Home Plate                  | Zpívej, Rayi                   | Uta Briesewitz     | Brett C. Leonard                                                  | 25. července 2010 |
| 15           | 5         | A Man, a Plan or Thank You, Jimmy Carter          | Veselé koláčky                 | Adam Davidson      | Eileen Myers                                                      | 1. srpna 2010     |
| 16           | 6         | Beaverland                                        | Bobrland                       | Lisa Cholodenko    | Angela Robinson                                                   | 8. srpna 2010     |
| 17           | 7         | The Middle East is Complicated                    | Střední východ je komplikovaný | Gloria Muzio       | Brett C. Leonard a Kyle Peck                                      | 15. srpna 2010    |
| 18           | 8         | Third Base or The Rash                            | Třetí meta                     | Bronwen Hughes     | Julia Brownell a Eileen Myers                                     | 22. srpna 2010    |
| 19           | 9         | Fat Off My Love or I'm the Allergen               | Jsem alergen                   | Colette Burson     | Angela Robinson                                                   | 29. srpna 2010    |
| 20           | 10        | Even Steven or Luckiest Kid in Detroit            | Jsme si kvit                   | Dan Attias         | Dmitry Lipkin, Eduardo Machado, Julia Brownell a Brett C. Leonard | 12. září 2010     |

### Třetí řada (2011)
| Č. v seriálu | Č. v řadě | Původní název                                         | Český název          | Režie          | Scénář                           | Premiéra v USA     |
| ------------ | --------- | ----------------------------------------------------- | -------------------- | -------------- | -------------------------------- | ------------------ |
| 21           | 1         | Don't Give Up on Detroit or Hung Like a Horse         | Půjčka není zadarmo  | Colette Burson | Dmitry Lipkin a Colette Burson   | 2. října 2011      |
| 22           | 2         | Take the Cake or Are You Packing?                     | Sladký koule         | Uta Briesewitz | Julia Brownell                   | 9. října 2011      |
| 23           | 3         | Mister Drecker or Ease Up on the Whup-Ass             | Pane učiteli         | Gloria Muzio   | Eduardo Machado a Drew Lindo     | 16. října 2011     |
| 24           | 4         | Fuck Me, Mr. Drecker or Let's Not Go to Jail          | Ještě, pane Dreckere | Dan Attias     | Brett C. Leonard                 | 23. října 2011     |
| 25           | 5         | We're Golden or Crooks and Big Beaver                 | Jsme nejlepší        | Gloria Muzio   | Colette Burson a Dmitry Lipkin   | 30. října 2011     |
| 26           | 6         | Money on the Floor                                    | Mládí vpřed          | Uta Briesewitz | Angela Robinson a Julia Brownell | 6. listopadu 2011  |
| 27           | 7         | What's Going on Downstairs? or Don't Eat Prince Eric! | Tranďák              | Bronwen Hughes | Eduardo Machado a Micah Schraft  | 13. listopadu 2011 |
| 28           | 8         | I, Sandee or This Sex. Which Is. Not One.             | Už to frčí           | Adam Davidson  | Angela Robinson a Alex Kondracke | 20. listopadu 2011 |
| 29           | 9         | A Monkey Named Simian or Frances is Not a Fan         | Primát               | Howard Deutch  | Brett C. Leonard a Eileen Myers  | 27. listopadu 2011 |
| 30           | 10        | The Whole Beefalo                                     | Krávy                | Adam Davidson  | Kyle Peck                        | 4. prosince 2011   |